# Bamileke
Bamileke – grupa ludów zamieszkujących Kamerun. W 2010 roku liczebność Bamileke wynosiła 2,4 mln. Ludy te posługują się językiem bamileke, w różnych dialektach z grupy bantuidalnych.
Dialekty bamileke to: ghomala (837.000), yemba (499.000), medumba (358.000), ngiemboon (323.000), fefe (274.000), ngombale (73.000), ndanda (18.000), kwa (1.500).
Bamileke praktykują osiadłe rolnictwo. Uprawiają zboże (kukurydza), taro i orzeszki ziemne. Mężczyźni koszą pola, budują domy i angażują się w rzemiośle, podczas gdy kobiety wykonują większość uprawy roli. Posiadają niewiele zwierząt.